# 拉夫·亨利·贝尔
拉尔夫·亨利·贝尔（1922年3月8日—2014年12月6日），原名魯道夫·海因里希·貝爾，德国犹太裔美国电子工程师，也是电视游戏机的发明者，被誉为“电子游戏之父”。他发明了电视游戏机的原型“棕盒子”（Brown Box），由此转让的专利成为了米羅華奧德賽游戏机。而其制作的第一个电视游戏，是pong的原型。

## 生平经历
拉尔夫·贝尔出生于1922年的德国，原名鲁道夫·海因里希·贝尔（Rudolf Heinrich Baer），11岁时因犹太血统而被逐出学校。
1938年11月水晶之夜前夕逃难至美国，将名字改为更英语化的拉尔夫·亨利·贝尔（Ralph Henry Baer）。当时他16岁，在周薪为12美元的皮套厂工作，每天工作10个小时。在此期间他发明出了可以同时缝制五六个皮套的机器，与此同时被某本杂志上的广告吸引，拿出薪资的四分之一参加函授培训。1940年贝尔从华盛顿的国家无线电学院毕业，辞去了皮套厂的工作，成为无线电维修技师。
第二次世界大战全面爆发后，于1943年被征召入伍，至英国伦敦美军总部的军方情报部门担任情报官员。二战期间他业余时间自学代数，还将德军的地雷探测器改装成了收音机用于听音乐，还收集了18吨重的德制武器，目前这些武器陈列于美国军事博物馆。退伍后，贝尔在1949年受《军人安置法案》的资助，于芝加哥的美国电视理工学院获得当时少有的电视工程学学士学位。
毕业之后，贝尔在纽约的一家小商店维修电视机和录音机，后进入制造医疗电子仪器的Wappler公司担任首席工程师，期间他取得了医用除毛器和低频率脉冲肌肉理疗机等医用设备专利。1951年他进入罗拉尔电子公司，为IBM设计电源线载波信号装置。在这里，他曾劝老板为电视增加娱乐功能，被以影响开发进度为由遭到拒绝。
1952年贝尔进入Transitron公司工作一直晋升到副总裁。1956年他跳槽到美国国防承包商Sanders Associates一直工作到1987年退休。

## 米罗华奥德赛的诞生

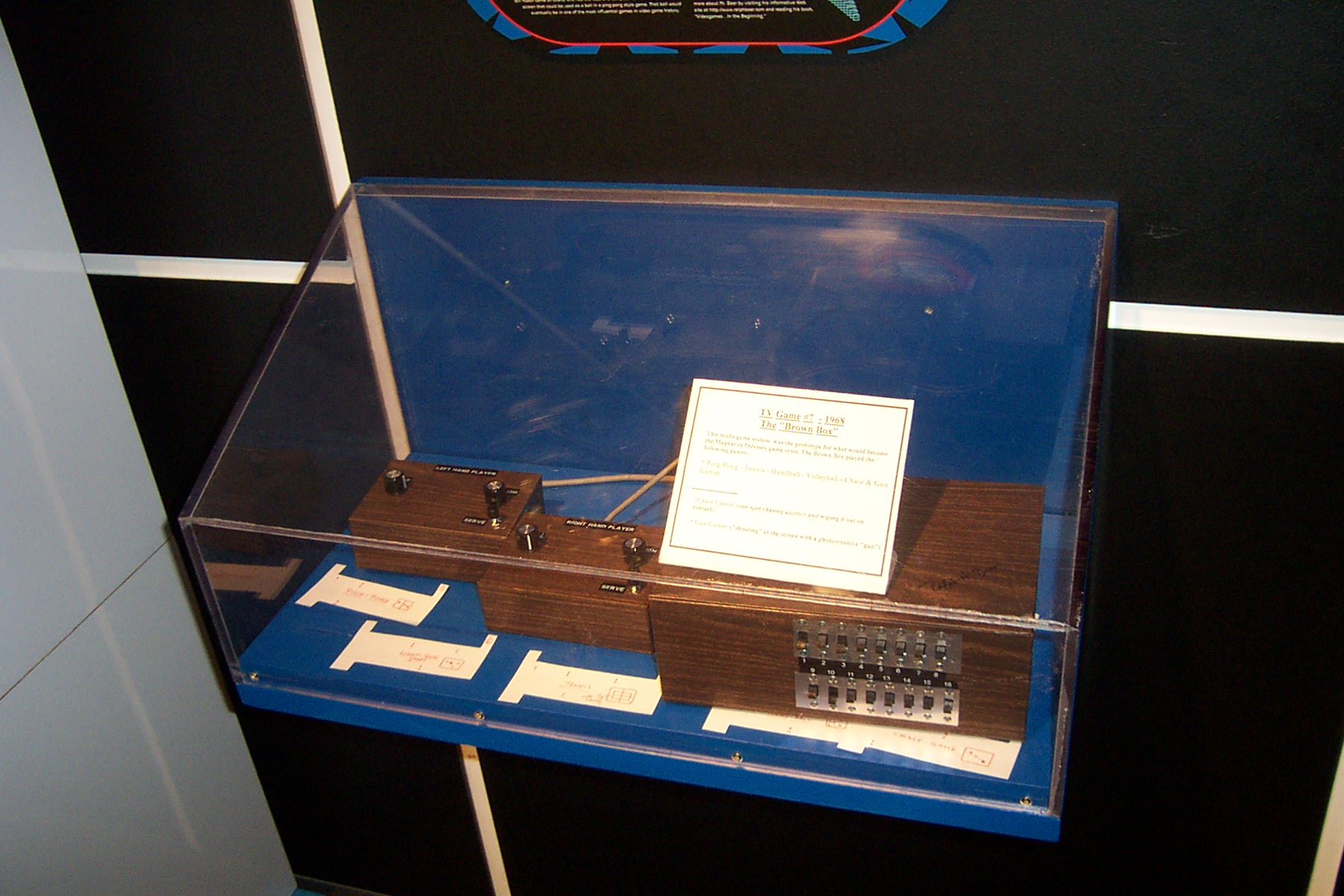
美国国家历史博物馆陈列的“棕盒子”

在Sanders Associates的时代，电视机开始大幅降价并进入家庭市场，1960年代中期美国家庭已经拥有4000万台电视机。贝尔观察到电视娱乐功能的广大市场，于1966年撰写了一份四页纸的文档，大概内容为将3号和4号频道改成游戏频道，为大众提供游戏介绍和纸牌游戏。他和同事鲍勃·特兰姆雷（Bob Tremblay）力排众议获得了主管赫伯·坎普曼（Herb Campman）的资助2500美元的研发基金。在比尔·哈里森（Bill Harrison）和比尔·鲁西（Bill Rusch）两位工程师的协助下，他们于1966年9月到1967年2月期间开发出“棕盒子”（Brown Box）原型机，之所以叫“棕盒子”是因为主机外包了一层木纹的皮。其主机由几十个晶体管和二极管组成，并带有两个手柄以及一个光枪外设，可以运行一个功能类似于后来的pong的游戏。这台原型机目前陈列在华盛顿哥伦比亚特区的美国国家历史博物馆中。

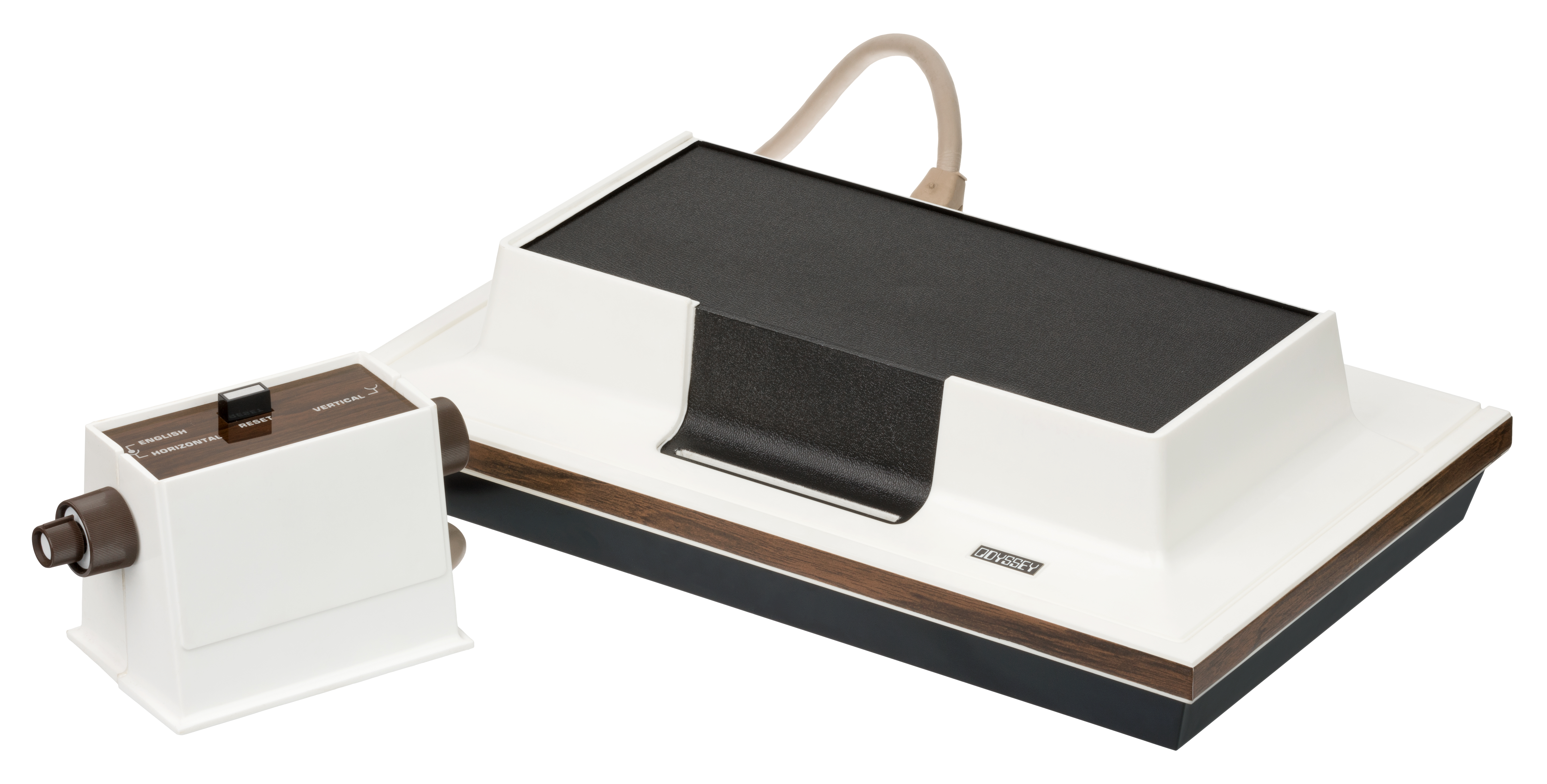
第一代视频游戏主机米罗华奥德赛

他们将这个机器的设计送往其它公司希望得到量产，但大多数公司对此感到存在风险。其后，Magnavox公司的市场营销副总裁盖瑞·马丁（Gerry Martin）了解到该产品并开始与贝尔等人接触。Magnavox公司最终决定基于“棕盒子”开发出第一代电视游戏主机米罗华奥德赛（Magnoavox Odyssey），型号为1TL200。1971年3月Sanders Associates为其申请专利，专利号为3728480，“Television Gaming and Training Apparatus”（电视游戏与训练装置）。据贝尔回忆，当时他和专利审查员就一些细节争执不下，于是他把“棕盒子”接在了办公室的电视机上，“十五分钟内，这层楼面的所有专利审查员都跑来了这间办公室，想要玩游戏”。1972年9月奥德赛游戏机上市，定价100美元，在圣诞节卖出了13万台。直至1975年第一型号停产，1TL200卖出了33万台主机，8万把光枪。后来他为Coleco开发过游戏机，又为Magnavox开发了Odyssey²。

## 专利权纠纷
1972年5月雅达利（Atari）创始人诺兰·布什内尔（Nolan Bushnell）参加了在加州伯林盖姆（Burlingame）举办的奥德赛的演示会，之后他决定将上面的乒乓球游戏改写为街机版本，这也就是后来风靡一时的pong。1974年，Sanders Associates和Magnavox公司联合起诉雅达利侵权，pong的创意最早可以追溯到1966年奥德赛开发之初的文档。最终原告胜诉，雅达利被判支付70万美元的版权金。
之后Magnavox在十年间起诉了十几家公司，其中包括动视（Activision），并且获得了总计1亿美元左右的赔偿金。贝尔多次作为证人被要求出庭，这多多少少影响到了他的声誉。
1985年任天堂（Nintendo）起诉Magnavox，指出第一款视频游戏（video game）应该是1958年威廉·希金伯泰（William Higinbotham）的《双人网球》（Tennis for Two），因此要求法庭废除奥德赛的专利。法官则认为《双人网球》并未运用视频信号，因此不能算“视频游戏”，任天堂败诉。家用游戏机生产商仍需向Sanders公司支付授权金，直至1993年专利权到期。在1989年的一次采访中，任天堂副总裁霍华德·林肯（Howard Lincoln）抱怨：“Magnavox公司的业务不是做游戏，而是起诉那些做游戏的人。”

## 《西蒙》

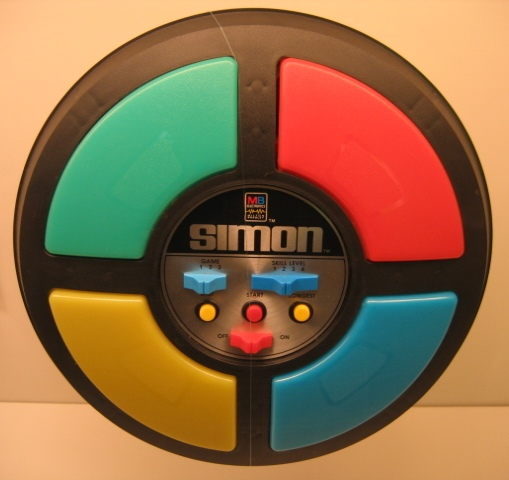
电子玩具《西蒙》

1978年，贝尔和霍华德·莫里森为Milton Bradley公司开发了电子玩具《西蒙》（Simon），并于次年推出《超级西蒙》（Super Simon）。
《西蒙》是一个圆盘形的电子玩具，圆盘表面有红、绿、蓝、黄四个不同颜色的按钮。游戏开始后，这些按钮会以随机顺序依次亮起，并发出独特的音调。玩家需要根据记忆，按下相应的按钮，重复刚才的顺序。这个玩具的构思借鉴自雅达利的街机游戏《触摸我》（Touch Me）。
因其便于携带且简单耐玩，《西蒙》上市后迅速热销，截至1982年，共售出1000万台。它的流行成为1980年代美国玩具市场上的一个奇迹，由此衍生出无数克隆品，至今市面上仍可看见类似产品。

## 晚年生活以及成就
1987年贝尔从Sanders Associates退休后创办了一家咨询公司。他与妻子丹娜·温斯顿（Dena Whinston）育有两个儿子一个女儿和四个孙子，并一直生活在新罕布什尔的曼彻斯特市。丹娜于2006年去世，享年53岁。
2005年，贝尔撰写了一本名为《电子游戏诞生之初》（Videogames: In the Beginning）的回忆录，记载了电子游戏业诞生前后的很多故事。
2006年，他将以往设计的游戏原型及文档捐献给多家博物馆，包括华盛顿史密森尼学会的美国国家历史博物馆。
2006年，他得到时任美国总统乔治·布什授予国家级技术奖,以纪念他“在互动电子游戏领域所作出的突破性的、开拓性的创造、开发及商业化”；2008年他获得美国游戏发展委员会的先锋奖，2010年他进入美国国家发明家名人堂。贝尔一生拥有150项专利，从会说话的门垫到潜艇追踪系统。
2009年底，在佛山的Video Games Live电玩游戏音乐会现场，贝尔曾用网络视频的形式出现。
2014年12月6日，贝尔在美国新罕布什尔州曼彻斯特的家中去世，享年92岁。